# Kis-Tajmir-sziget
A Kis-Tajmir-sziget (oroszul: Малый Таймыр) az Oroszországhoz tartozó Szevernaja Zemlja szigetcsoport tagja az Arktisz területén. A Szevernaja Zemlja délnyugati részénél fekszik, tőle északra a Sztarokadomszkij-sziget található, melytől a Vilkickij-szoros választja el. A szigetet 1913-ban Borisz Vilkickij fedezte fel, aki az Alekszej cárevics-sziget nevet adta neki II. Miklós orosz cár fia után, mai nevét pedig az 1917-es októberi orosz forradalmat követően, 1926-ban kapta.

## Fordítás
Ez a szócikk részben vagy egészben  a   Maly Taymyr Island című angol Wikipédia-szócikk fordításán alapul.  Az eredeti cikk szerkesztőit annak laptörténete sorolja fel. Ez a jelzés csupán a megfogalmazás eredetét és a szerzői jogokat jelzi, nem szolgál a cikkben szereplő információk forrásmegjelöléseként.